# SG Bademeusel
Die SG Bademeusel e.V. ist ein Sportverein aus dem Ortsteil Groß Bademeusel der Niederlausitzer Stadt Forst (Lausitz). Er gliedert sich in die Abteilungen Turnen, Faustball und Reiten.

## Geschichte
Vorläufer der SG Bademeusel e.V. war der 1909 gegründete Turnverein Groß Bademeusel. Nachdem dieser 1950 aus politischen Gründen aufgelöst worden war, erfolgte am 4. Oktober 1953 die Gründung der Sportgemeinschaft Groß Bademeusel mit den Abteilungen Turnen, Faustball, Leichtathletik und Tischtennis, wobei die letzten beiden bereits 1955 wieder aufgelöst wurden. Nach der Wende erfolgte die Umbenennung in SG Bademeusel e.V. 1997 wurde der Sportverein durch die Abteilung Reiten erweitert.
Die erfolgreichste Sportart im Verein ist Faustball. Der Frauenmannschaft gelang 2006 der Aufstieg in die Feldsaison der Faustball-Bundesliga Nord. In dieser konnte sich die Mannschaft für drei Spielzeiten halten, 2008 wurde mit dem dritten Platz das beste Ergebnis erspielt. Bis 2013 war die Mannschaft in den Feldsaisons der 2. Faustball-Bundesliga Ost vertreten. In den Spielzeiten 2000/01 und 2003/04 bis 2012/13 spielten die Damen ebenfalls die Hallensaison in der 2. Faustball-Bundesliga. Die Herrenmannschaft war mit Ausnahme des Spieljahres 2003 von 2000 bis 2008 in der 2. Faustball-Bundesliga Feld vertreten. Zur Saison 2016 gelang die Rückkehr in diese Liga. Die 2. Faustball-Bundesliga Halle konnte von 2012/13 bis 2014/15 gehalten werden.
Mit Cindy Nökel stellte der Verein eine Nationalspielerin, die mehrfach Faustball-Europameister mit der deutschen Nationalmannschaft wurde.

## Erfolge
- Drei Spielzeiten in der Faustball-Bundesliga (Feld): 2006, 2007, 2008